# Mỹ Thuận, thành phố Nam Định
Mỹ Thuận là một xã thuộc thành phố Nam Định, tỉnh Nam Định, Việt Nam.

## Địa lý
Xã Mỹ Thuận nằm ở phía tây bắc tỉnh Nam Định, có vị trí địa lý:
- Phía đông giáp xã Mỹ Lộc
- Phía tây và phía bắc giáp tỉnh Hà Nam
- Phía nam giáp huyện Vụ Bản.

Xã Mỹ Thuận có diện tích 8,65 km², dân số năm 2022 là 7.847 người, mật độ dân số đạt 907 người/km².

## Hành chính
Xã Mỹ Thuận được chia thành 10 thôn.

## Lịch sử
Địa bàn xã Mỹ Thuận có nhiều dấu tích cho thấy đây là nơi cư trú lâu đời của người Việt.
Trước năm 1945, địa bàn xã Mỹ Thuận gồm các xã Nhân Nhuế, Khánh Thôn và Hiệp Minh (gồm thôn Hàn Thông và thôn Sùng Văn).
Sau năm 1945, xã Mỹ Thuận thuộc huyện Mỹ Lộc.
Tháng 5 năm 1948, thành lập xã Mỹ Thuận trên cơ sở 3 xã: Nhân Nhuế, Khánh Thôn và Hiệp Minh (gồm thôn Hàn Thông và thôn Sùng Văn).
Ngày 19 tháng 8 năm 1964, Bộ Nội vụ ban hành Quyết định số 219-NV về việc chuyển 3 xóm: Đại Lão, Cầu Nhân và Phú Vinh thuộc xã Khánh Lão, huyện Vũ Bản về xã Mỹ Thuận.
Ngày 21 tháng 4 năm 1965, Ủy ban Thường vụ Quốc hội ban hành Quyết định số 103-NQ-TVQH về việc thành lập tỉnh Nam Hà trên cơ sở tỉnh Hà Nam và tỉnh Nam Định. Khi đó, xã Mỹ Thuận thuộc huyện Mỹ Lộc, tỉnh Nam Hà.
Ngày 13 tháng 6 năm 1967, Hội đồng Chính phủ ban hành Quyết định số 76-CP về việc sáp nhập huyện Mỹ Lộc vào thành phố Nam Định. Khi đó, xã Mỹ Thuận thuộc thành phố Nam Định.
Ngày 27 tháng 12 năm 1975, Quốc hội ban hành Nghị quyết về việc thành lập tỉnh Hà Nam Ninh trên cơ sở tỉnh Nam Hà và tỉnh Ninh Bình. Khi đó, xã Mỹ Thuận thuộc thành phố Nam Định, tỉnh Hà Nam Ninh.
Ngày 27 tháng 4 năm 1977, Hội đồng Chính phủ ban hành Quyết định số 125-CP về việc sáp nhập xã Mỹ Thuận thuộc thành phố Nam Định vào huyện Bình Lục.
Ngày 26 tháng 12 năm 1991, Quốc hội ban hành Nghị quyết về việc chia tỉnh Hà Nam Ninh thành tỉnh Nam Hà và tỉnh Ninh Bình. Khi đó, xã Mỹ Thuận thuộc huyện Bình Lục, tỉnh Nam Hà.
Ngày 6 tháng 11 năm 1996, Quốc hội ban hành Nghị quyết về việc chia tỉnh Nam Hà thành tỉnh Nam Định và tỉnh Hà Nam. Khi đó, chuyển xã Mỹ Thuận thuộc huyện Bình Lục của tỉnh Hà Nam về thành phố Nam Định quản lý.
Ngày 26 tháng 2 năm 1997, Chính phủ ban hành Nghị định số 19-CP về việc chuyển xã Mỹ Thuận thuộc thành phố Nam Định về huyện Mỹ Lộc mới thành lập quản lý.
Năm 2020, xã Mỹ Thuận có 12 thôn.
Ngày 2 tháng 12 năm 2021, HĐND tỉnh Nam Định ban hành Nghị quyết số 63/2021/NQ-HĐND về việc thành lập thôn Nhân Phú trên cơ sở 3 thôn: Phú Vinh, Đống Ba, Cầu Nhân.
Ngày 23 tháng 7 năm 2024, Ủy ban Thường vụ Quốc hội ban hành Nghị quyết số 1104/NQ-UBTVQH15 về việc sắp xếp đơn vị hành chính cấp huyện, cấp xã trên địa bàn tỉnh Nam Định (nghị quyết có hiệu lực từ ngày 1 tháng 9 năm 2024). Theo đó, sáp nhập huyện Mỹ Lộc vào thành phố Nam Định. Khi đó, xã Mỹ Thuận thuộc thành phố Nam Định.

## Kinh tế - xã hội
Toàn xã có 1 trường THCS và 1 trường tiểu học (gồm 2 điểm trường khu A và khu B) đạt chuẩn Quốc gia. Hằng năm xã có tỉ lệ thi đỗ vào cấp ba cao trên 70%, đặc biệt từ năm 2009 đến nay xã liên tục có các học sinh thi đỗ vào trường chất lượng cao của tỉnh Nam Định như THPT Trần Hưng Đạo, thi đỗ vào THPT chuyên Lê Hồng Phong. Tỉ lệ học sinh giỏi cấp tỉnh, cấp huyện tăng cả về chất và lượng.
Học sinh tiêu biểu:
- Trần Trung Dũng (thôn Nhân Nhuế): Thủ khoa khối A1 toàn quốc năm 2016 (THPT chuyên Lê Hồng Phong).
- Trần Thị Ngân (thôn Nhân Nhuế): Thủ khoa khối D1, Học viện Cảnh sát nhân dân (THPT chuyên Lê Hồng Phong).

Y tế: xã có trạm y tế đạt chuẩn Quốc gia.
Công nghiệp: trên địa bàn xã đã quy hoạch khu công nghiệp Mỹ Thuận, tiếp giáp với Đại lộ Thiên Trường (hơn 100 ha) từ năm 2008 nhưng chưa đầu tư xây dựng hạ tầng
Danh hiệu: Anh hùng Lực lượng vũ trang nhân dân thời kì chống Pháp.

## Văn hóa
Trên địa bàn xã có di tích lịch sử văn hóa quốc gia đình Sùng Văn thờ Linh Lang đại vương, ngoài ra còn có đình Dinh và một số di tích khác đã được xếp hạng di tích.

## Danh nhân
- Vũ Đình Liệu (1919–2005) sinh tại thôn Nam Khánh: Trung tướng Quân đội nhân dân Việt Nam, Nguyên Phó chủ tịch Hội đồng Bộ trưởng (1982–1987).
- Đỗ Mạnh Đạo (1929–2006) sinh tại thôn Nhân Nhuế: Trung tướng Quân đội Nhân dân Việt Nam, Nguyên Phó tư lệnh chính trị Quân khu 3.
- Thiếu tướng Lê Tiến Phục (1922–1999) sinh tại thôn Nhân Nhuế: Thiếu tướng Quân đội Nhân dân Việt Nam, Nguyên Cục trưởng cục chính sách – Bí thư Đảng bộ cơ quan Tổng cục chính trị (1967–1978), Nguyên Phó chính ủy binh đoàn 678 (1978–1982).
- Đại tá Phạm Quang Phiếu (1953–) sinh tại thôn Cầu Nhân (nay là thôn Nhân Phú): Trung tướng Quân đội Nhân dân Việt Nam, Nguyên Cục trưởng cục Tài chính, Bộ Quốc phòng.
- Đỗ Mạnh Đức (1963–) sinh tại thôn Nhân Nhuế: Trung tướng Quân đội Nhân dân Việt Nam, Cục trưởng cục cán bộ, Tổng cục Chính trị.
- Đại tá Lê Tiến Hải (1962–2017) sinh tại thôn Nhân Nhuế: Bộ môn Vật lý, Khoa Hóa Lý kỹ thuật, Học viện Kỹ thuật Quân sự.
- Đại tá Lê Hồng Vân sinh tại thôn Nhân Nhuế: Nguyên Phó giám đốc Bảo tàng Lịch sử Quân sự Việt Nam.